# Fričova vila
Fričova vila v Hodkovičkách je rodinný dům nacházející se v městské části Praha 4 ve čtvrti Hodkovičky. Byl postaven ve funkcionalistickém stylu v letech 1934-1935 podle návrhu architekta Ladislava Žáka.

## Alokace a výstavba
Vila se nachází ve svahu nad Vltavou na adrese Na Lysinách 208/15. Nechal si ji postavit režisér Martin Frič v letech 1934–1935 na pozemku patřícím již Fričově babičce. V době, kdy zde měla vyrůst novostavba, byl částečně zastavěn jak ve své horní, tak i spodní části. Autorem návrhu je architekt Ladislav Žák, vnitřní vybavení navrhl bytový architekt Josef Hesoun. Martin Frič se rozhodl pro vybudování vily poté, co se oženil s herečkou a scenáristkou Suzanne Marwille, která přivedla do nové rodiny dvě dcery z předchozího manželství, Martu a Evu. Do vily se přestěhovali z vinohradského bytu.

## Architektura vily
Vila je postavena ve funkcionalistickém slohu se všemi jeho zřetelnými znaky: pásová okna, rovné střechy, zaoblená nároží, kruhová okna, rampová schodiště, obytné terasy, trubková zábradlí. Od 3. května 1958 je památkově chráněna.

### Exteriér
Dům stojí na úpatí zalesněného kopce a je spojen s ulicí zapuštěnou příjezdovou cestou. Třípodlažní objekt tvaru podélného kvádru se zaoblenými rohy na severní straně je orientován hlavní fasádou k jihovýchodu. To zajišťuje nejen nádherný výhled, ale také dostatek slunečních paprsků.

### Interiér
Vnitřní uspořádání domu má obrácené funkční schema – ložnice v přízemí, společné obytné prostory v patře doplněné zimní zahradou a terasou.
V suterénu jsou k jihovýchodní fasádě orientovány pokoj služky a byt domovníka, díky svažitosti terénu s možností přímého výstupu na zahradu. V přízemí dominuje celé jihovýchodní fasádě průběžná lodžie. K ní jsou přidruženy ložnice rodičů i dětí a také koupelna.
Kromě těchto místností se v přízemí nachází ještě dámský pokoj s okny na jihozápad a při severozápadní fasádě vstupní hala s jednoramenným schodištěm. Po něm je možné vystoupit do prvního patra. Celé první patro slouží rodinnému a společenskému životu. Kuchyň je dle dobových zvyklostí místem, kde se pohybovala služebná, a je zasunuta do severní části domu a oddělena od jídelny. Ta je naopak propojena s obytnou místností určenou pro posezení s přáteli a také s pracovnou v severozápadním rohu domu, v níž Frič tvořil své filmy Kristián, Cesta do hlubin študákovy duše či Eva tropí hlouposti.
Z obytné místnosti a jídelny je možné se díky průběžným oknům, tvořících celou jihovýchodní fasádu, kochat výhledy na Prahu, z jídelny lze navíc vystoupit na rozlehlou terasu. Do obdélné terasy se zakusuje opět prosklený půlválec zimní zahrady, což ozvláštňuje jak prostor interiéru, tak samotnou terasu. V letních měsících terasa rodině nahrazovala jídelnu, byla proto podávacím okýnkem spojena s kuchyní.
Interiér je vybaven nábytkem z laťovky dýhované bukem, černě mořené. Desky stolů jsou pokryty černým opaxitem, v celém domě se objevují individuálně navržené mosazné lampy s povrchovou niklovou vrstvou. Niklová mosaz se uplatňuje i na dalších interiérových doplňcích, jako jsou hrany parapetních desek nebo stolů. Sedací soupravy byly také speciálně navrženy pro dané místo, vždy čalouněním barevně korespondovaly s výmalbou.

## Zajímavosti
- Před začátkem výstavby ve 30. letech 20. století stál na pozemku mimo jiné srub, který pro Martina Friče nechaly postavit barrandovské ateliéry.[3]
- Zahradní úpravy navrhla sama Fričova manželka Suzanne Marwille ve spolupráci se zahradním odborníkem.[3]
- Až do roku 1993 zde bydlela Fričova dcera Marta.[5]
- Dlouhodobé zanedbávání údržby domu (i zahrady) vedlo až k narušení omítek a zdiva. V roce 2004 byla dokončena zdařilá rekonstrukce ateliérem Nacházel architekti za spolupráce Juliany Chlumské, která vrátila domu původní charakter při zachování původní dispozice a obnově původních prvků interiéru.[6]
- V roce 2005 byla vila nabídnuta na prodej za 39 000 000 Kč.[4] Současného majitele lze dohledat na stránkách katastrálního úřadu.[7]